# Castrum-castellum
Castrum et castellum sont des mots pratiquement synonymes  au Moyen Âge qui désignent, en Flandre et dans le nord de la France, un château ou une ville fortifiée.